# متالوگرافی غیر مخرب
بررسی‌های ریز ساختاری بر روی قسمتی از قطعه که به وسیله ابزارهای برشکاری مانند
کمان اره، کاتر و … جدا شده‌است صورت می‌گیرد، این روش متالوگرافی مخرب نام دارد.
اما در بعضی مواقع امکان جدا کردن قسمتی از قطعه به دلایل مختلفی امکان‌پذیر نمی‌باشد،
که در این صورت از روشی به نام متالوگرافی غیر مخرب یا پرتابل استفاده می‌شود.

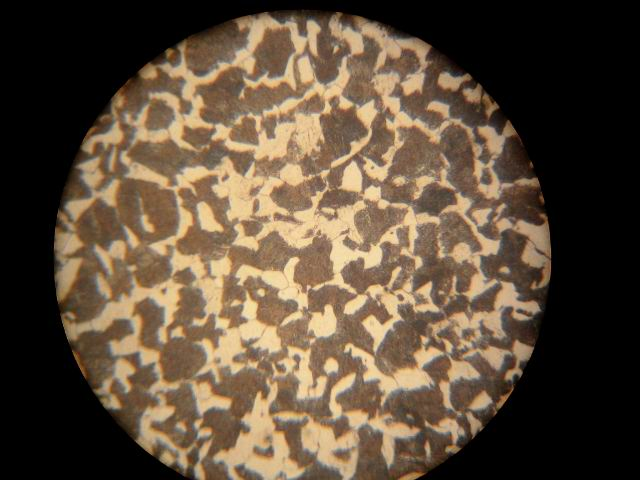

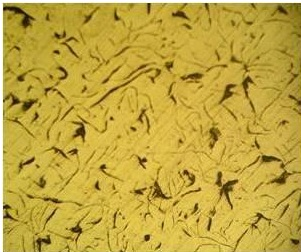

## معرفی
مراحل این روش همانند متالوگرافی مخرب در آزمایشگاه می‌باشد با این تفاوت که در این
روش به قطعه آسیب نرسیده و ریز ساختار قطعه جهت انتقال به آزمایشگاه بر روی مواد رپلیکا
گیری ثبت می‌گردد.

## کاربرد رپلیکا
جهت ارزیابی عمر باقی مانده قطعات
جهت بررسی عملیات‌هایی چون عملیات حرارتی و جوشکاری
جهت بررسی ریزساختاری قطعاتی که غیر قابل حمل می‌باشند
جهت بررسی ریزساختاری قطعاتی که تخریب آنها از لحاظ اقتصادی مقرون به صرفه نیست
جهت بررسی یا شناسایی عیوب سطحی قطعات و تجهیزاتی که در سرویس هستند

## تجهیزات متالوگرافی غیر مخرب
ابزارهای سنباده زنی خشن
ابزارهای پولیش مکانیکی
ابزارهای الکتروپولیش
میکروسکوپ نوری پرتابل
مواد رپلیکا (نوار پلاستیکی استات سلولز، رزین‌های اکریلیک، رزین‌های لاستیکی یا رپلی
ست)

## مراحل آماده‌سازی
به‌طور کلی سه مرحله برای تعیین ریزساختار فلزات وجود دارد که عبارتند از:
آماده‌سازی سطح
اچ کردن سطح فلز
مشاهده و تحلیل ریزساختار
آماده‌سازی سطح
در متالوگرافی غیر مخرب مرحله آماده‌سازی سطح نقش بسیار مهمی در موفقیت عملیات بر
عهده دارد.
لازم به یادآوری است که نکات ظریفی نیز در امر آماده‌سازی سطح وجود دارد که حتماً باید
مورد توجه قرار گیرد.
با توجه به جنس آلیاژ و عملیات صورت گرفته بر روی آن روند آماده‌سازی تا حدودی متغیر
خواهد بود.
در فلزاتی نظیر فولادهای زنگ نزن و فولادهای پر آلیاژ از بین بردن تمام خط و خش‌ها در
مرحله پولیش نهایی به روش مکانیکی عملاً امکان‌پذیر نمی‌باشد، لذا در این موارد از الکترو
پولیش استفاده می‌گردد.
در این حالت با عبور دانسیته جریان مناسب از یک محلول الکترولیتی و برخورد آن به سطح
فلز تمامی خط و خش‌های باقی مانده از مراحل قبلی از بین خواهد رفت.
بعد از مرحله پولیش نهایی، سطح نمونه با میکروسکوپ نوری پرتابل مورد بررسی قرار می
گیرد و در صورت عدم مشاهده خط و خش، وارد مرحله بعد که مرحله اچ کردن یا همان مرحله
اچ کردن سطح فلز می‌باشد می‌شویم.

## مزیت‌های استفاده از الکترو پولیش
در محیط‌های غبار آلود و کثیف، الکترو پولیش مسایل مربوط به آلودگی محیط پولیش را
حذف می‌کند و
زمان پولیش بسیار کاهش می‌یابد.
در صورت انتخاب شرایط مناسب، این روش وابستگی بسیار کمتری به اپراتور دارد.
در صورت عدم کنترل زمان و جریان عبوری و همچنین انتخاب نادرست محلول الکترولیت خطرات تخریب سطح توسط عیوب حفره دار شدن را خواهد داشت.

## اچ کردن
اچ کردن سطح به روش شیمیایی
در این روش با آغشته کردن یک تکه پنبه به محلول اچ مناسب و ما لش دادن آن به آرامی بر
روی سطح فلز پولیش شده، منطقه مورد نظر اچ می‌گردد.
در این روش همچون روش‌های متداول در آزمایشگاه از زمان و تغییر رنگ سطح جهت
حصول به ریز ساختار بهره برده می‌شود.
اچ کردن سطح به روش الکتروشیمیایی
در این روش همانند روش الکترو پولیش با انتخاب محلول الکترولیت متناسب با جنس نمونه و
عبور دانسیته جریان مناسب، می‌توان سطح نمونه را اچ کرد.

## مزایای استفاده از الکترو اچ
ریزساختار حاصل از الکترو اچ برای بررسی با میکروسکوپ الکترونی بسیار مناسب می‌باشد.
با استفاده از محلول‌های الکترولیتی انتخابی می‌توان صرفاً فاز مورد نیاز را اچ کرد.
با استفاده از محلول الکترولیت مناسب و شدت جریان و زمان امتحان شده می‌توان بهترین
وضوح ریز ساختاری را بدست آورد.
در صورت عدم کنترل زمان و جریان عبوری و همچنین انتخاب نادرست محلول الکترولیت
خطرات تخریب سطح توسط عیب حفره دار شدن را به همراه خواهد داشت.

## مشاهده ریزساختاری
پس از اچ جهت اطمینان از اچ شدن سطح و همچنین بررسی تغییرات ریز ساختاری از
میکروسکوپ‌های پرتابل نوری استفاده می‌شود.
این میکروسکوپ‌ها معمولاً قابلیت مشاهده ریزساختارها را تا بزرگنمایی‌های ۴۰۰ برابر
فراهم می‌کنند و به صورتی طراحی شده‌اند که استفاده از آنها در محل آسان باشد.
تکنیک‌های تهیه رپلیکا
به‌طور کلی مساحتی در حدود ۱۲*۱۸ میلی‌متر مربع برای تهیه پلیکا در نظر گرفته می‌شود و سپس با استفاده از تکنیک‌های خاصی توپوگرافی سطح توسط رپلیکا ثبت می‌گردد

## رپلیکای سطحی
هدف از تهیه رپلیکای سطحی به دست آوردن یک تصویر نگاتیو از توپوگرافی سطح است در این
روش امکان استفاده از سه نوع مواد رپلیکاگیری وجود دارد که استفاده از هر کدام تکنیک خاص
خود را به همراه خواهدداشت.
استفاده از نوار پلاستیکی از جنس استات سلولز
استفاده از رزین‌های اکریلیک
استفاده از ترکیبات یا رزین‌های لاستیکی (رپلی ست)

## تهیه رپلیکای سطحی با استفاده از نوار پلاستیکی از جنس استات سلولز
این روش از متداولترین روش‌های تهیه رپلیکا می‌باشد.
با رپلیکای جدا شده از سطح به صورت مستقیم با استفاده از میکروسکوپ نوری پس از آماده
یا سازی، با میکروسکوپ الکترونی قابل بررسی می‌باشد
جهت حفاظت رپلیکای تهیه شده از شرایط محیطی آن را در جعبه‌های چوبی یا پلاستیکی
در دمای محیط نگهداری می‌کنند.

## تهیه رپلیکای سطحی با رزین‌های اکریلیک
آماده‌سازی سطح در این روش همانند روش قبل می‌باشد و فقط جهت تهیه رپلیکا به جای
استفاده از نوار پلاستیکی از پودر رزین میکس شده با یک مایع استفاده می‌شود.

## رپلیکای استخراجی
هدف از به کاربردن رپلیکای استخراجی شناسایی نوع ذره یا فازهای موجود در زمینه است.
(به عنوان مثال تشخیص فازهای ثانویه در یک فولاد زنگ نزن یا تشخیص نوع ذرات کاربیدی
موجود در سوپر آلیاژها)
در این روش ابتدا فاز مورد نظر با استفاده از اچانت‌های انتخابی به گونه ای اچ می‌شوند که به
صورت برجسته نمایان می‌شوند؛ سپس با استفاده از یک نوار رپلیکا از جنس استات سلولز عمل
رپلیکاگیری اولیه صورت می‌گیرد و پس از خشک شدن از روی سطح نمونه به آرامی جدا می
گردد. در مرحله بعد، رپلیکای گرفته شده با لایه ای از عنصر کربن پوشش داده می‌شود. سپس
نوار پلاستیکی توسط یک حلال از بین برده می‌شود و در نهایت نمونه ای حاوی ذرات ریز پوشش
داده شده با کربن باقی می‌ماند که این ذرات جهت بررسی و شناسایی نوع فاز توسط
میکروسکوپ‌های الکترونی مورد بررسی قرار می‌گیرند.
این روش یکی از مشکل‌ترین روش‌های رپلیکاگیری محسوب می‌شود که موفقیت در
عملیات نیاز به تجربه و دقت بسیار زیاد دارد.